# El Canto del Loco
El Canto del Loco (pol. „Pieśń Szaleńca”) – zespół pop-rockowy wywodzący się z Hiszpanii. Stworzony został w 2000 roku w Madrycie, zaś w 2005 r. zwyciężył w MTV Europe Music Award w kategorii „Najlepszy zespół hiszpański”.

## Skład zespołu
- Daniel „Dani” Martín (śpiew)
- David Otero (gitara)
- José María „Chema” Ruiz (gitara basowa)
- Carlos Gamón (perkusja)

## Dyskografia

### Albumy
- El Canto del Loco (2000)
- A Contracorriente (2002)
- En directo – Sala Caracol 22-11-2002 (2002)
- Estados de Ánimo (2003)
- En directo – Sala Bikini 30-12-03 (2004)
- Zapatillas (2005)
- Arriba el telón (Las mejores rarezas) (2007)
- Personas (2008)
- De personas a personas (2008)
- Por mí y por todos mis compañeros (2009)

### PłytyDVDz zapisemkoncertów
- En directo: Sala Caracol (Madryt, 2003)
- En directo: Sala Bikini (Barcelona, 2004)
- En directo: Hombres G & El Canto del Loco desde el Vicente Calderón (Madryt, 2005 / DVD)
- Pequeños – Grandes Directos (2006)
- n directo: Sala Oasis (Saragossa, 2006)